# De Leidse Schans

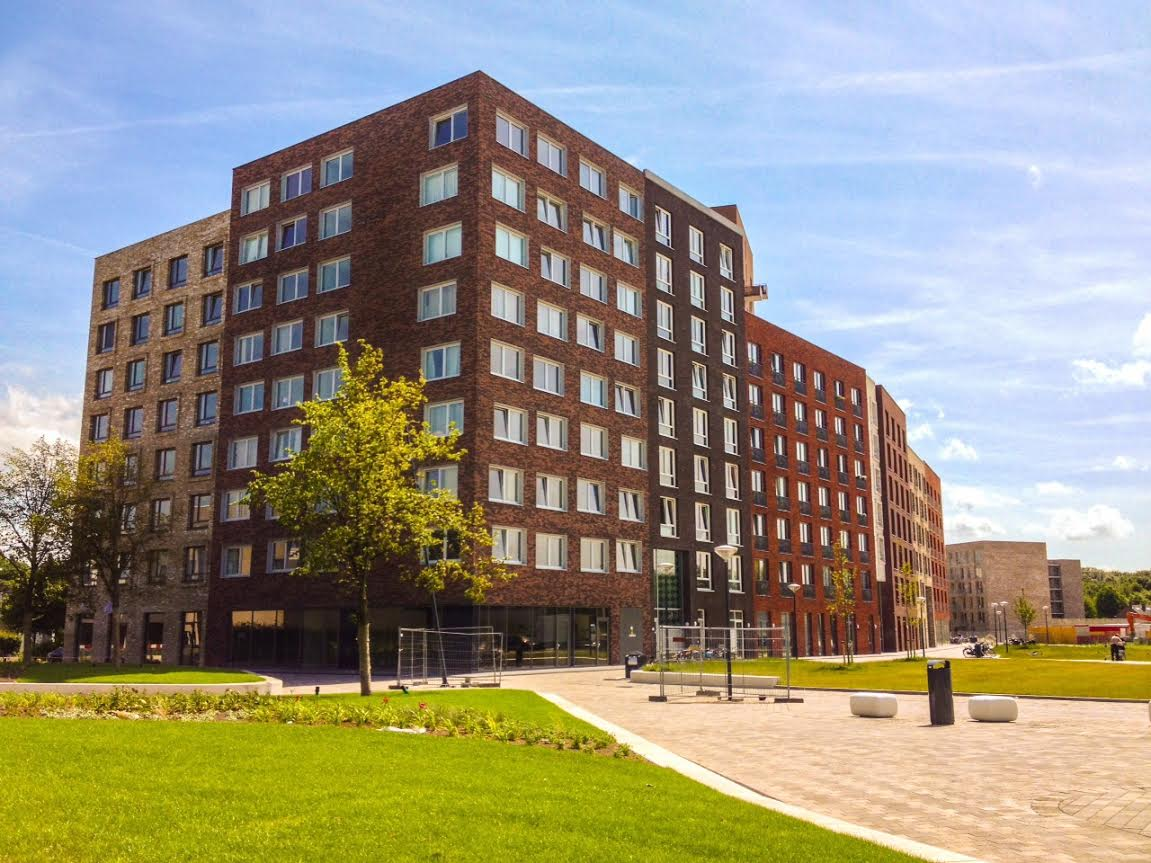
Leidse Schans zomer 2015

De Leidse Schans, ook wel bekend onder de naam Campus (Y)ours, is een studenten- en starterscampus in de Lammenschansdriehoek in de Nederlandse stad Leiden. Er zijn ruim 1200 studentenwoningen opgeleverd in meerdere fases, 208 koop- en huurwoningen en ruim 400 huurappartementen voor starters. De plannen voor het bouwen van deze wooncomplexen komt uit 2012, toen was het plan nog om 1900 studentenwoningen te bouwen en minder voor starters. De eerste studenten zijn in 2015 in de nieuw opgeleverde woningen getrokken. Het overgrote merendeel van de woningen zijn studio's met hier en daar een gedeelde woning. Afhankelijk van de leeftijd van de huurder en de grootte van de studio kunnen de bewoners huursubsidie aanvragen. De studentenwoningen worden aangeboden door studentenhuisvester DUWO.

## Omgeving
De Campus Leidse Schans als terrein dat wordt begrensd door de Kanaalweg en het kantorenpark Kanaalpark aan de zuidoost-kant, de bedrijven langs de Lammenschansweg aan de westzijde, de wateropslag van Dunea (voormalig Duinwatermaatschappij Zuid-Holland) ten zuidwesten en het Bètaplein met de daar aanliggende mboRijnland en Da Vinci college, sportschool en winkels. Het terrein is ongeveer 4,5 hectare groot. In de gebouwen is er naast woningen en fietsenstallingen er ook ruimte gereserveerd voor commerciële functies, zoals een café of een restaurant. In juli 2023 zijn er twee wasruimtes, restaurant Vet Gezond, snackbar Bètaplein, koffiezaak Het Koffiehoekje en twee kappers te vinden. Op de campus zelf zijn er ook meerdere groene perkjes, sommigen verhoogd, te vinden en vijvers. Afgezien van de wasruimtes, fietsenstallingen en de paar gedeelde woningen zijn er geen gezamenlijke ruimtes ingericht voor de bewoners van de studenten wooncomplexen, zoals een gezamenlijke huiskamer of studeerruimte.
Aan de andere kant van het Rijn-Schiekanaal ligt het Polderpark Cronesteyn. Aan de andere kan van mboRijnland en Da Vinci college ligt station Leiden Lammenschans. Dit trein station heeft maar 1 spoor en er zijn ook bushaltes die vlakbij stoppen. Het terrein zelf is auto- en brommerluw gebied, auto's en brommers mogen niet zomaar het terrein op rijden of riskeren een boete. Er is wel parkeergelegenheid aan de randen van het terrein met straatparkeerplaatsen, parkeergarages voor alleen bewoners en de parkeergarage van de supermarkt. Ook zijn er ontheffingen aan te vragen voor alsnog het terrein op mogen.
De woontorens zijn grotendeels gasvrij. De uitzondering hierop zijn de oudste gebouwen die ook zijn aangesloten op de stadswarmteleverancier Eteck. Hierdoor hebben de woningen allemaal een hoog energielabel.

## Straatnamen en gebouwen.
Voor de straatnamen is er gebruik gemaakt van letters uit het Griekse alfabet. De straatnamencommissie heeft gekozen voor Delta, Epsilon, Jota, Omega, Omikron, Pi, Psi, Rho, Sigma, Thèta en Zèta. Achter deze termen komen uitgangen zoals -straat, -plein en -weg. Het Bètaplein bestond al: dat ligt voor het aangrenzende voormalige ROC Leiden, sinds 2017 mboRijnland.
De gebouwen die als eerst werden opgeleverd waren Bètaplein 31, de 3 Oud- of Even-Omegaplantsoen gebouwen en de Deltawegtoren. In juni 2019 werd Epsilon opgeleverd. Een maand later in juli 2019 werd Sigmaplantsoen opgeleverd. Anderhalf jaar later, begin 2021, werd Nieuw- of Oneven-Omegaplantsoen opgeleverd. In juni 2017 was besloten dat de helft van deze woontoren starterswoningen moest worden en niet studentenwoningen zoals origineel het plan was.

## Geschiedenis
Het gebied voorheen bekend bij de naam Lammenschanspark had veel gevestigde bedrijven daar zitten.

### Originele visie
In de Structuurvisie Leiden 2025 zijn door de gemeente locaties aangewezen waar grootschalige ontwikkeling van studentenhuisvesting mogelijk is. Eén van de aangewezen locaties is het Lammenschanspark, waar in 2011 ruimte is ontstaan doordat het ROC Leiden (sinds 2017 in gebruik bij mboRijnland) en Da Vinci college met ingang van het schooljaar 2011-2012 daar naartoe zijn verhuisd naar het nieuwe Lammenschansgebouw tegenover het station Leiden Lammenschans.
De aanbestedingsprocedure is gestart in juni 2010. Er waren vier inschrijvers. Uiteindelijk heeft de gemeente VORM Ontwikkeling B.V., Ballast Nedam en Syntrus Achmea Vastgoed geselecteerd voor de ontwikkeling en realisatie van de studentencampus. Het stedenbouwkundig plan van de winnende combinatie is in samenwerking met DUWO ontwikkeld en ontworpen door Mecanoo Architecten. Op 24 mei 2011 heeft het college van burgemeester en wethouders met ingestemd met het voornemen tot gunning, waarna op 27 september 2011 ook de gemeenteraad unaniem akkoord is gegaan. De opdracht is op 4 oktober 2011 definitief gegund door B&W. Hierna hebben de gemeente en VORM/BNO op 10 oktober 2011 het contract voor de bouw van de studentencampus ondertekend.
Het plan eind 2011, zoals ontwikkeld door een samenwerking van de vier partijen: Vorm, Ballast Nedam, Syntrus Achmea en DUWO, was als volgt. De Leidse Schans zou een gefaseerde ontwikkeling omvatten, realisatie en exploitatie van circa 1900 studentenwoningen. Ook moesten er andere voorzieningen gerealiseerd, zoals circa 1100 m² aan commerciële ruimten en circa 200 starterwoningen. Het bouwen werd opgebroken in meerdere fasen. Fase 1 omvatte een woongebouw voor 600 studenten en een woongebouw met 117 starterwoningen. De bouw moest begin 2013 van start gaan en voor de oplevering van de eerste studentenwoningen was medio 2014 berekend.

### Tegenslagen
In november 2012 kwamen plannen van het net geformeerde kabinet Rutte II naar buiten over het veranderen van de huurregels. Volgens deze nieuwe regels zouden de beleggers veel minder terug krijgen van hun investeringen dan ze bij het maken van het plan origineel verwachtten. De huur zou volgens deze plannen niet berekend worden aan de hand van een puntensysteem, maar aan de hand van de WOZ-waarde en die huurtarieven maximeren tot 4,5% van de WOZ-waarde. Als dit ingevoerd zou zijn, dan zouden de huurprijzen veel lager uitvallen dan verwacht waardoor de investeerders zich zouden terug trekken. Daar kwam nog bij dat er ook een verhuurdersheffing op alle corporaties wouden opleggen, wat ook veel geld zou kosten. Daarom werd de stekker uit het bouwproject van de studentenwoningen Leidse Schans getrokken en ook in twee andere steden werd de bouw stilgelegd.
Na onderhandelingen tussen het kabinet en oppositiepartijen werd een andere versie van het woonakkoord ingestemd dan origineel gepresenteerd was. In deze versie werd de huurprijs vastgesteld op de manier zoals voorheen verwacht werd, op basis van het puntensysteem. De verhuurdersheffing was echter wel opgenomen in het akkoord en daardoor wat het nog niet gelijk zeker of de bouw van de studenten wooncomplexen door zou gaan. Een half jaar later dan origineel gepland, op 10 juli 2013 ging de eerste heipaal de grond in.

### Eerste bewoners
In 2015 nemen de eerste studenten intrek in de nieuw opgeleverde studentenwoningen. Dit zijn alleen de gebouwen aan de even kant van het Omegaplantsoen en Deltaweg. Naast de studentenwoningen worden er ook 208 starterswoningen opgeleverd, die goed verkochten. Het zal nog een vier jaar duren voor de volgende twee gebouwen opgeleverd worden en nog 6 jaar voor Omegaplantsoen ook een oneven nummers kant krijgt.
In 2017 wordt er besloten dat er een grote mindering zou komen in de studentenwoningen die er nog gebouwd zouden worden en dat er meer starterswoningen moesten komen. Wegens het invoeren van de studielening bleven er meer studenten thuiswonen en bleef de verwachte studentenpopulatiegroei uit. Vanaf 2020 worden ook in de buurt van de Leidse Schans meerdere starterswoningen en huurappartementen gebouwd, namelijk de Ananas dat zich onder andere aan de Lammenschansweg bevindt en Kanaalpark.